# 大茲納姆揚卡
47°26′17″N 34°21′30″E / 47.43806°N 34.35833°E

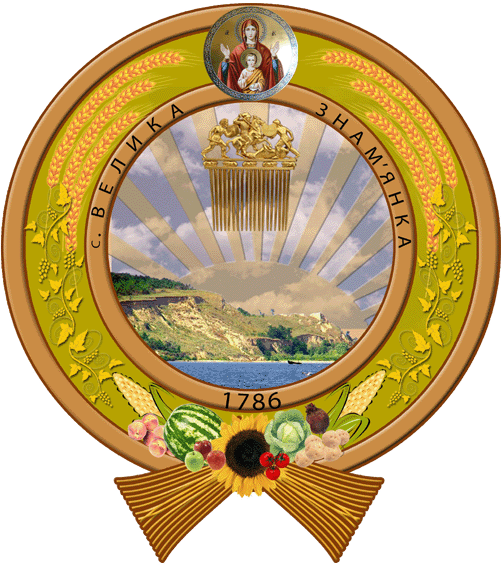
大兹纳姆扬卡的村徽

大茲納姆揚卡（烏克蘭語：Велика Знам'янка）是位於烏克蘭東南部的村莊，由扎波羅熱州瓦西里夫卡區的卡姆揚卡-第聶伯羅夫斯卡市鎮負責管轄。該村始建於1786年，面積24.5平方公里，2001年人口8,989，人口密度每平方公里367.5人。